# 北山茶臼山古墳
北山茶臼山古墳（きたやまちゃうすやまこふん）は、群馬県富岡市にある古墳。本記事では、同古墳と関わりが深い北山茶臼山西古墳（きたやまちゃうすやまにしこふん）についても述べる。

## 概要
北山茶臼山古墳は、富岡市の丘陵上にある二段構成の円墳で、1894年（明治27年）に発掘されたが出土品の多くは紛失し、現在同古墳出土と確定できるのは宮内庁が所蔵する三角縁神獣鏡1面のみである。

## 埋葬施設
- 不明（竪穴系）

## 出土品
三角縁神獣鏡1面（宮内庁所蔵）を除き、多くは不明である。

## 北山茶臼山西古墳
北山茶臼山西古墳は破壊されたため、詳細不明である。
全長28m、後方部一辺18m、前方部幅17m。1986年（昭和61年）に発掘された。埋葬施設は木棺直葬。昭和30年代に開墾のため墳丘が大きく崩され、その時、変形四獣鏡が出土した。消滅前の発掘では、埋葬施設周辺から銅鏡、鉄矛、ガラス小玉、農具が出土した。現在出土品は富岡市立額部小学校に保管されている。
甘楽富岡地域では最も早く出現した古墳とされることが多いが、実際は富岡市宇田の安曽岡遺跡2号墳(4世紀初頭～前半)である。